# مورين قاي
مورين قاي (بالإنجليزية: Maureen Guy)‏ هي مغنية أوبرا بريطانية، ولدت في 10 يوليو 1932 في Penclawdd ‏ في المملكة المتحدة، وتوفيت في 14 فبراير 2015 في هافرفوردويست ‏ في المملكة المتحدة.